# Путь к сердцу
«Путь к сердцу» — советский фильм 1970 года режиссёра Виктора Ивченко.

## Сюжет
Профессор Андрей Приходько работает над проблемой трансплантации сердца. Одновременно у него возникают отношения с журналисткой Валентиной Зориной, и доктор решает сделать предложение любимой женщине. Однако его сын, тяжело перенесший смерть матери, против женитьбы отца. Валентина, понимая сложность ситуации, расстается с доктором. Несмотря на личные проблемы доктор находит в себе силы не поддаться депрессии и готовится к первой операции по пересадке сердца.

## В ролях
- Николай Маруфов — Андрей Приходько, профессор
- Нинель Мышкова — Валентина Зорина, журналистка / мадам Жакино
- Юрий Лавров — Степан Карлович Майзель, профессор, член ученого совета
- Степан Олексенко — Мовчан, член ученого совета
- Анна Николаева — Нонна Михайловна, член ученого совета
- Александр Ануров — Фёдор Фёдорович, член ученого совета
- Владимир Алексеенко — Максим Яковлевич, больной
- Павел Кормунин — Михаил Герасимович, больной
- Павел Панков — Григорий Петрович, больной
- Леонид Данчишин — врач-ординатор
- Лев Перфилов — врач-ординатор
- Людмила Сосюра — Хоменко, врач-ординатор
- Мальвина Швидлер — врач-ординатор
- Владимир Бабиенко — Сергей Приходько, сын Андрея
- Людмила Фантаз — Люда, девушка Сергея
- Вова Пугачев — Шурик Соломка
- Наталья Наум — мать Шурика
- Константин Степанков — Джон Берроуз
- Сильвия Сергейчикова — Ханка
- Наталья Кандыба — Наталья Ильинична
- Любовь Комарецкая — Ефросинья Семёновна
- Александра Смолярова — эпизод

## Критика
Режиссёр В. Ивченко снял всё-таки очень современный фильм. Современный, хотя и не использовавший всего богатого, ценного опыта снгодняшнего кино. И тем менее современный, ибо он точно уловил сегодняшнюю нашу зрительскую потребность в широком мышлении существе современности.— Т. Хлоплянкина, из рецензии на фильм в журнале «Советский экран», 1971

## Фестивали и награды
Серебряная медаль Международного кинофестиваля медицинских фильмов в Варне-71.